# 1998 KY26
1998 KY26 ist ein erdnaher Asteroid des Apollo-Typs, der am 28. Mai 1998 von Tom Gehrels im Rahmen des Spacewatch-Programmes entdeckt wurde. Anfang Juni 1998 näherte sich der Asteroid der Erde auf 800.000 Kilometer, was mehr als dem Doppelten der Erde-Mond-Distanz entspricht.

## Eigenschaften
Anhand von Radarbeobachtungen konnte eine Rotationsperiode von 10,7 Minuten festgestellt werden. Damit ist 1998 KY26 ein Asteroid mit einer der kürzesten gemessenen Rotationsperioden. Diese lässt darauf schließen, dass es sich bei dem Asteroiden um einen kompakten Körper und nicht um einen Rubble Pile handelt, der bei solchen Geschwindigkeiten auseinanderbrechen würde. Der Durchmesser des kleinen Asteroiden beträgt etwa 30 Meter. Möglicherweise ist er das Fragment eines größeren Asteroiden. Wahrscheinlich enthält er große Mengen gefrorenen Wassers, eventuell bis zu 4.000.000 Liter.

## Erkundung
Im Rahmen einer erweiterten Mission soll die japanische Sonde Hayabusa 2 im Juli 2031 an 1998 KY26 vorbeifliegen.